# Lee Na-hyun
Lee Na-hyun (14 december 2005) is een Zuid-Koreaanse langebaanschaatsster. Ze debuteerde op zeventienjarige leeftijd bij de WK Afstanden in Heerenveen. Ze werd daarbij veertiende op de 500 meter.

## Records

### Persoonlijke records
| Afstand    | Tijd    | Datum            | Baan           |
| ---------- | ------- | ---------------- | -------------- |
| 500 meter  | 37,34   | 27 januari 2024  | Salt Lake City |
| 1000 meter | 1.15,02 | 21 januari 2024  | Salt Lake City |
| 1500 meter | 2.05,75 | 22 oktober 2023  | Seoel          |
| 3000 meter | 4.43,00 | 26 februari 2021 | Seoel          |

(laatst bijgewerkt: 21 februari 2024)

## Resultaten
| Jaar | WK Sprint               | WK Afstanden                    | Wereldbeker        |
| ---- | ----------------------- | ------------------------------- | ------------------ |
| 2023 |                         | 14e 500m                        | 16e 500m 38e 1000m |
| 2024 | 12e (14e, 13e, 9e, 12e) | 7e 500m 17e 1000m 7e teamsprint | 12e 500m 14e 1000m |
| 2025 |                         | 8e 500m 15e 1000m               | 16e 500m 25e 1000m |